# Thomas Thynne (1er vicomte Weymouth)
Thomas Thynne, 1er vicomte Weymouth (1640 – 28 juillet 1714) est un pair britannique.

## Biographie
Il est le fils d'Henry Frederick Thynne de Caus Castle, Shropshire, et Kempsford, Gloucestershire, et son épouse, Mary, fille de Thomas Coventry (1er baron Coventry) d'Aylesborough. Il épouse Frances, fille de Heneage Finch (3e comte de Winchilsea). Il descend du premier John Thynne de Longleat House. Il fait ses études à la Kingston Grammar School et entre à Christ Church, Oxford le 21 avril 1657. Il est investi en tant que membre de la Royal Society le 23 novembre 1664.
Il occupe le poste d'envoyé en Suède entre novembre 1666 et avril 1669. Il est élu au Parlement comme député de l'Université d'Oxford entre 1674 et 1679 et pour Tamworth entre 1679 et 1681. Il accède au titre de 2e baronnet Thynne, de Kempsford le 6 mars 1679. Il est haut commissaire de Tamworth à partir de 1679 et également haut commissaire de la ville royale de Sutton Coldfield de 1679 jusqu'à sa mort.
Il est créé vicomte Weymouth, le 11 décembre 1682, avec un reste spécial. S'il manquait d'héritiers mâles parmi ses propres descendants, le titre passerait à ses deux frères, James et Henry Frederick. Il est créé baron Thynne de Warminster le 11 décembre 1682. Le 13 décembre 1688, Weymouth porte une invitation à Guillaume III, prince d'Orange à Henley-on-Thames, avec Thomas Herbert (8e comte de Pembroke), après la fuite du roi Jacques II lors de la Glorieuse Révolution.
Il occupe le poste de Premier Lord du commerce et des plantations étrangères entre le 30 mai 1702 et avril 1707. Dans ce poste, Weymouth est réputé avoir introduit le pin Lord Weymouth (Pinus strobus), en 1705. Il l'a planté abondamment sur le domaine de Longleat. Le pin Lord Weymouth était utile pour les Mâts de navire, car il devenait grand et mince. La réputation de Weymouth en ce qui concerne le pin est douteuse, car le nom dérive vraiment de l'explorateur George Weymouth, totalement indépendant, qui a découvert pour la première fois ce pin poussant dans le Maine colonial. Tout ce que Thomas Thynne a fait, c'est d'organiser son importation et de préfixer un «Lord» devant le Weymouth dans l'appellation officielle de l'arbre.
Il est investi en tant que conseiller privé (PC) le 18 juin 1702. En mai 1707, lors de la formation du nouveau Royaume de Grande-Bretagne, Weymouth est relevé de ses fonctions de conseiller privé.
En 1707, Thomas Thynne fonde un lycée pour garçons dans le bourg voisin de Warminster, avec 23 places gratuites pour les garçons locaux. Le premier maître est le révérend R. Barry. Au fil du temps, elle est devenue l'école Lord Weymouth. En 1973, cette école a fusionné avec l'école de filles de St Monica pour devenir l'école de Warminster qui continue à ce jour. Le 1er vicomte est rappelé à l'école de Warminster par le nom d'une pension de famille, plus tard convertie en salles de classe.
Il occupe le poste de gardien de la forêt de Dean en 1712. Il est réinvesti en tant que conseiller privé (PC) le 8 mars 1711.
Thomas a des accès de mauvaise santé. En 1667, alors qu'il est au plus mal avec la goutte, on ne s'attendait pas à ce qu'il se rétablisse - bien qu'il l'ait fait. Et en tout cas, il réussit à survivre à tous ses parents masculins, à la fois au sien et à la génération suivante, le laissant sans petits-fils de sexe masculin. Il a quatre fils, dont Henry Thynne (1675-1708), qui l'ont précédé dans la tombe.

## Longleat House et les Thynnes

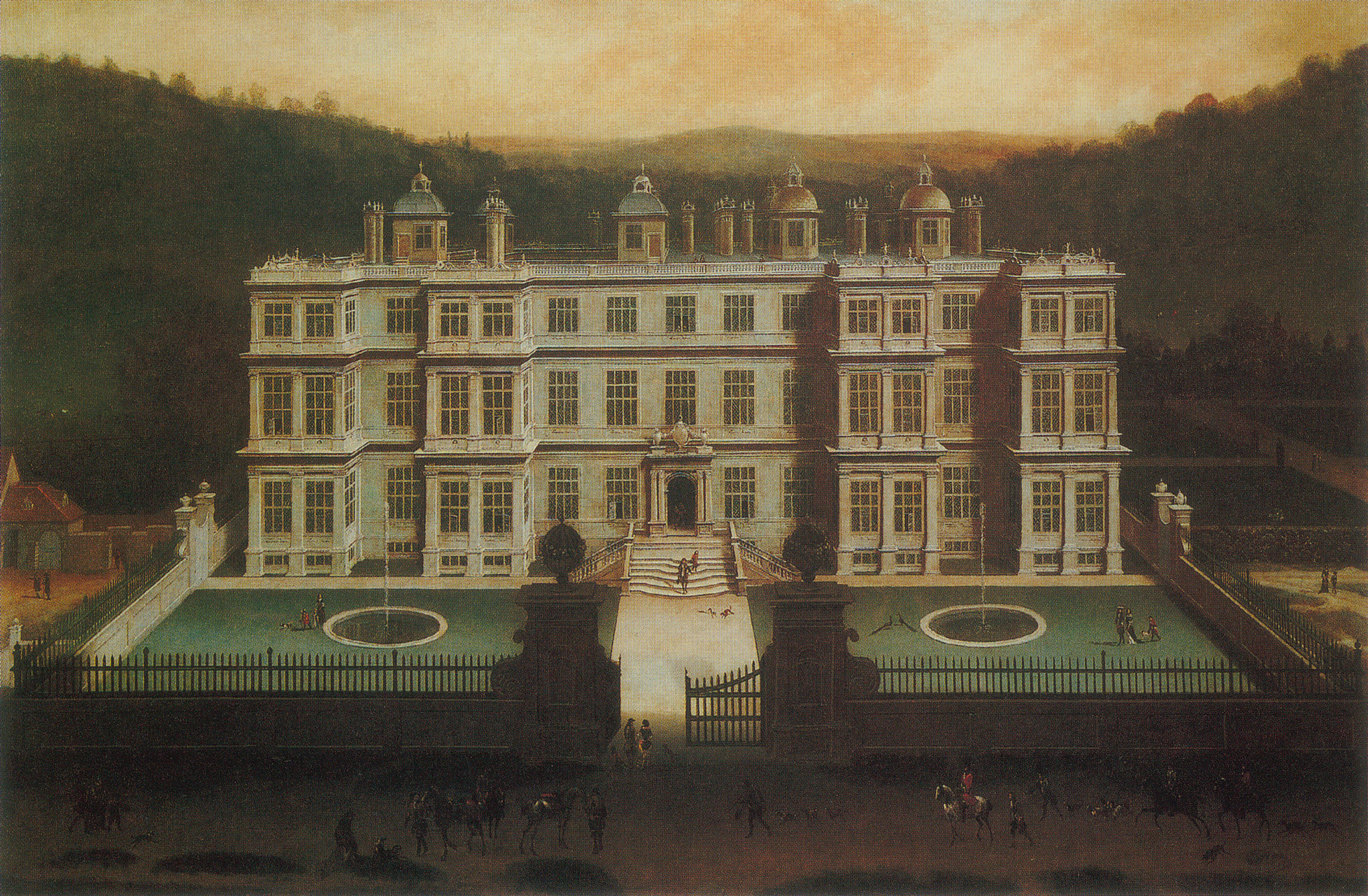
Une vue de Longleat, Jan Siberechts, 1675

John Thynne (1515-1580) achète Longleat qui est auparavant un prieuré augustinien en 1541. Il est un constructeur avec une expérience acquise en travaillant sur Syon House, Bedwyn Broil et Somerset House. En avril 1567, la maison d'origine a pris feu et a brûlé. Une maison de remplacement est effectivement achevée en 1580. Adrian Gaunt, Alan Maynard, Robert Smythson, le comte de Hertford et Humpfrey Lovell ont tous contribué au nouveau bâtiment, mais la plupart de la conception était l'œuvre de Sir John.
Thomas Thynne, 1er vicomte Weymouth (1640-1714) commence la grande collection de livres de la maison. Des jardins à la française, des canaux, des fontaines et des parterres sont créés par George London avec des sculptures d'Arnold Quellin et du chevalier David. La meilleure galerie, la longue galerie, l'ancienne bibliothèque et la chapelle ont toutes été ajoutées par Wren. Ce qui a surtout changé, c'est l'environnement général de la maison, car Thomas était passionné par l'idée des jardins, et inspiré en particulier par Versailles. Il a employé George London pour aménager un vaste complexe de plates-bandes fleuries en terrasses, avec des chemins et des avenues symétriques.
La maison est toujours utilisée comme résidence privée de la famille Thynn. La vicomté de Weymouth est tenue par les marquis de Bath depuis le 18 juin 1789. Alexander Thynn, 7e marquis Bath (né en 1932) est un artiste et peintre muraliste avec un penchant pour les labyrinthes.

## Domaines irlandais
Thomas Tynne gagne des terres en Irlande du Nord à la suite de la division des terres en 1692, issue d'un accord entre les héritiers des deux filles de Robert Devereux (2e comte d'Essex). Le comte Ferrers, le petit-fils de Lady Dorothy hérite de sa part, et Thomas Thynne, 1er vicomte Weymouth succède à Lady Frances Devereux, la fille aînée du comte, plus tard marquise de Hertford et duchesse de Somerset. Cette division était inégale et en faveur de Lord Weymouth, qui a procédé à des rétrocessions.
Thomas Tynne a envoyé à son agent irlandais des instructions pour la construction de la Viscount Weymouth Grammar School, Carrickmacross Mais Thomas était un propriétaire absent et dix ans se sont écoulés avant qu'il ne découvre que son agent a détourné le fonds de construction et réparé un bâtiment existant. L'école a finalement été construite et son programme comprenait "Oratoire, vertu, arpentage [et] antiquités". Contrairement à l'école Warminster, cette école a fermé ses portes en 1955.
Le 1er vicomte Weymouth est décédé en 1714, sans descendant masculin, et lègue ses biens à son petit-neveu, également nommé Thomas Thynne (2e vicomte Weymouth), et ancêtre des marquis de Bath.

## Famille
Thynne épouse avant 1672 Frances Finch, fille de Heneage Finch (3e comte de Winchilsea), et ils ont:
- Henri
- Thomas
- Frances, mariée à Robert Worsley (4e baronnet)